# Pekutan (Bayan)
Pekutan is een bestuurslaag in het regentschap Purworejo van de provincie Midden-Java, Indonesië. Pekutan telt 2787 inwoners (volkstelling 2010).